# Едвард Шериф Кертіс
Едвард Шериф Кьортіс (англ. Edward Sheriff Curtis; 16 лютого 1868, поблизу м. Вайтвотер, Вісконсин, США — 19 жовтня 1952, Лос-Анджелес) — американський фотограф. Унікальна колекція фотографій Дикого Заходу та індіанців, створена Кертісом, налічує кілька тисяч зображень. Велика частина зображень придбана Бібліотекою Конгресу США, частина знаходиться в приватних зібраннях.